# 豪伊·乔利夫
豪伊·乔利夫（英語：Howie Jolliff，1938年7月20日—），美国NBA联盟前职业篮球运动员。